# Ariège
Ariège là một tỉnh của Pháp, thuộc vùng hành chính Occitanie, tỉnh lỵ Foix, bao gồm 3 quận với các quận lỵ còn lại là: Pamiers, Saint-Girons.